# Luchi Gonzalez
Luis Aquilino González Gallaguer, meglio noto come Luchi Gonzalez (Hialeah, 14 luglio 1980), è un allenatore di calcio ed ex calciatore statunitense, di ruolo attaccante.

## Palmarès

### Individuale
- Hermann Trophy: 1

2001